# Einer Mutter Sohn
Einer Mutter Sohn ist ein Gesellschaftsroman der Schriftstellerin Clara Viebig aus dem Jahr 1905. Die Autorin greift hier ein für sie neues, ungewöhnliches Motiv auf: die Adoption eines Kindes durch ein ungewollt kinderloses Ehepaar und diverse Probleme und Umstände, welche alle Beteiligten betreffen.

## Inhalt
In den drei Romanteilen ist die Geschichte der missglückten Adoption eines Jungen aus einer bitterarmen Familie aus einem Dorf im Hohen Venn nachgezeichnet.
Jean-Pierre Solheid wird als Säugling gegen einen hohen Geldbetrag an das wohlhabende Berliner Industriellenehepaar Käte und Paul Schlieben abgegeben. Seine Mutter Lisa Solheid, die eine kleine Landwirtschaft betreibt, trifft diese Entscheidung schweren Herzens, da sie als Witwe kaum Mittel hat, ihre Kinder durchzubringen. Der Vater hatte in einer Maschinenfabrik im benachbarten Belgien gearbeitet und war, da er beim Schmuggeln von Lebensmitteln gestellt worden war, an der Grenze erschossen worden. Der Mutter fällt der Verlust ihres Kindes nicht leicht. Dies zeigt sie, als die zunächst emotional kaum beteiligte Frau beim Abschied den Adoptiveltern voller Zorn ein Beil nachschleudert.
Während dem Ehepaar Schlieben zunächst eine glückliche Zeit mit dem Kleinkind beschert ist, so wird der Umgang mit dem Jungen im Laufe der Zeit immer problematischer. Er entspricht weder in der Schule noch im sozialen Leben den Ansprüchen seiner Adoptiveltern und der bürgerlichen Umgebung, in die er hineinverpflanzt worden ist. Die fehlende Aufklärung über die Herkunft des Jungen löst bei dem Heranwachsenden eine tiefe Identitätskrise aus. Käte, die strikt dagegen ist, dem Jungen seine Herkunft zu offenbaren, hatte seinen Taufnamen ›Jean-Pierre‹ gegen den Namen ›Wolfgang‹ eingetauscht.
Die Reihe der Erziehungsfehler, die den Jungen zugrunde richten werden, beginnt mit dem Besitzanspruch der Zieheltern gegenüber dem Kind, das zwar im Wohlstand lebt und verwöhnt wird, aber keiner einheitlichen Erziehungsmaxime unterworfen ist. Wolfgang spielt lieber mit den Portierskindern als mit den Kindern aus dem reichen Villenviertel und fühlt sich glücklich in der Natur, wo er nicht den unterschiedlichen Regeln seiner Adoptiveltern gehorchen muss.
Wolfgang erlebt, wie in der Dienstherrschaft und bei den Nachbarn getuschelt wird. Man schleudert ihm ins Gesicht, er habe in dem Herrschaftshaus nichts zu suchen. Wolfgangs Rebellion verstärkt sich, als er von fremder Seite erfährt, dass er nicht das leibliche Kind seiner Pflegeeltern ist. Auf den Wunsch des Adoptivvaters in dessen Firma integriert, entwickelt sich der Junge zu einem Taugenichts. Die Handlung endet mit dem Tod des etwa zwanzigjährigen jungen Mannes, der seit geraumer Zeit an einem Herzfehler leidet.

## Das Motiv der Adoption in der Literatur
Das Motiv der Adoption und die Frage nach wahrer Mütterlichkeit sind bereits in biblischer Zeit, im salomonischen Urteil über die wahre Mutterschaft, Gegenstand der Literatur. In den Epochen von Realismus und Naturalismus werden verschiedene Aspekte dieser Motive erneut aufgegriffen und dargestellt.
Guy de Maupassant gestaltet das Thema in seiner Novelle ›Aux champs‹, 1883, aus der Sicht des Kindes. Zwei bettelarme Bauernfamilien werden vor die Wahl gestellt, einem wohlhabenden kinderlosen Ehepaar ein Kind gegen gutes Geld zu überlassen oder das Kind zu behalten und weiterhin arm zu bleiben. Während eine Familie dieses Ansinnen aus Liebe zu ihrem Jungen vehement ablehnt, stimmt die andere Familie dem zu. Mit der erhaltenen Unterstützung lebt sie seitdem in guten Verhältnissen, wird aber im Dorf geächtet. Jahre später kehrt das adoptierte Kind aus wohlhabender junger Mann zurück. Daraufhin macht der in Armut aufgewachsene Junge seinen Eltern Vorwürfe, sie hätten ihm, aus ihrer Affen-liebe heraus, seine Zukunft verbaut. Anschließend verlässt er die Eltern und das Dorf. – Bei Maupassant scheint die Adoption des Kindes aus prekären Verhältnissen gelungen zu sein, wodurch er auf das Primat der Erziehung vor der Vererbung.
Marie von Ebner-Eschenbach greift 1887 in ihrem spätrealistischen Roman ›Das Gemeindekind‹ die Frage nach den bestimmenden Koordinaten im menschlichen Leben auf. Hier wird der Junge eines verbrecherischen Ehepaares aus ärmsten Verhältnissen auf Gemeindekosten großgezogen. Als es ihm, trotz starken Gegenwindes, aus eigener Kraft gelingt, zu einer geachteten Existenz zu gelangen, kann er sich hierdurch die Achtung seiner Mitmenschen erringen. – Ebner-Eschenbach beantwortet die Frage nach der Formung der Persönlichkeit eines Menschen mit der Fähigkeit, sein Leben an ideellen Wertvorstellungen auszurichten. Damit stellt sie, ebenfalls im Kontrast zum deterministischen Naturalismus, die menschliche Selbstmotivation vor die Vererbung.
F. (Fanny) Ottmer veröffentlicht 1896 die Novelle „Das Adoptivkind.“ Eine kinderlose Ehefrau ertrotzt gegen den Willen ihres Ehemannes die Adoption eines Mädchens aus prekären Verhältnissen. Während sie in ihrer neuen Aufgabe ihre Lebenserfüllung sieht und in Mutterliebe aufgeht, schiebt sie ihren Gatten zur Seite. Dieser steht dem Kind gleichgültig gegenüber und flüchtet sich in eine frühere Liebe. Spannungen zwischen den Ehepartnern und die späte Offenbarung ihrer ei-gentlichen Herkunft führen zur scheiternden Entwicklung der jungen Frau. – Ottmer verdeutlicht, dass eine Erziehung im Kreuzfeuer elterlicher Kämpfe zum Scheitern führen muss, während die Vererbung eine untergeordnete Rolle spielt. Darüber hinaus gestaltet sie die Problematik einer Ehe, in der sich der Adoptionswunsch zum Streitthema auswächst.

## Adoption und Elternschaft in Viebigs Werk
Viebigs Einer Mutter Sohn zeigt Schnittpunkte mit Maupassant wie auch mit Ottmer. Bei allen dreien sind Kinderlosigkeit und die ärmliche Herkunft des Kindes für eine Adoption ursächlich. Letztlich zeichnen die Erziehungsfähigkeiten der Adoptiveltern verantwortlich für das Gelingen oder Miss-lingen dieser Aktion. Darüber hinaus thematisieren Ottmer und Viebig den eigennützigen Wunsch der Frau nach Selbstverwirklichung durch ein Kind. Auch gestalten beide die Probleme eines Ehepaars, das uneins über die Annahme eines fremden Kindes ist. Nach der Veröffentlichung ihres Romans greift Viebig das Thema der Adoption mehrfach auf.
Ihr Schauspiel Das letzte Glück aus 1909 stellt, ähnlich dem späteren ›Kaukasischen Kreidekreis‹ von Bertolt Brecht, den Streit um das Recht an einem Kind in den Mittelpunkt. Die leibliche Mutter überlässt das Kleinkind dem Vater, der mittlerweile eine andere Frau geheiratet hat. Plötzlich besinnt sich die leibliche Mutter auf das Recht an ihrem Kind. Es entbrennt ein Streit über den Wert der leiblichen Mutterschaft, der nicht entschieden wird, da das Kind tödlich verunglückt. Im Mittelpunkt steht die Frage, ob sich wahre Mütterlichkeit durch Blutsbande oder die Liebe zum Kind zeigt. Viebig tendiert zu Letzterem.
In der Novelle Der Vater aus 1914 ist, ähnlich wie bei Ebner-Eschenbach, die „Gemeinschaftsadoption“ eines Jungen durch eine Dorfgemeinschaft nachgezeichnet. Viele Dorfburschen haben sich mit seiner Mutter, einer Magd, eingelassen, und man will das Kind fördern. Dieses wohlgemeinte Ansinnen misslingt, da der Junge die unterschiedlichen Vaterfiguren für seine Belange ausnutzt. Als er später auf die schiefe Bahn gerät, ersticht ihn der wahre Vater, der seinem Sohn die Schande des Zuchthauses ersparen will. Viebig plädiert für eine stringente Erziehung.
Im Roman Der einsame Mann aus 1924 geht es, ähnlich wie in Maupassants Novelle ›Le papa de Simon‹, um die Aufopferung eines ältlichen Mannes für ein Kind. Weil der Alte das Kind liebt und ihm nahe sein will, heiratet er dessen jugendliche Mutter, obwohl sie unter seinem Stand ist und er sie verabscheut. Im Mittelpunkt steht das Opfer des Mannes aus Liebe zum Kind.
In der Novelle „Das Kind“ aus 1926 ist die glückliche Adoption eines Säuglings nachgezeichnet, den eine junge Frau weggegeben hat. Die Tochter aus gutem Hause hat als Lazaretthelferin im Krieg einen Soldaten kennen- und liebengelernt. Er fällt im Krieg, die werdende Mutter verheimlicht den Eltern das Kind und gibt es zur Adoption frei. Jahre später heiratet sie einen verständnisvollen Mann, dem sie sich anvertraut. Ein Treffen mit der mittlerweile dreizehnjährigen Tochter misslingt jedoch. Die Frau kann mit der Jugendlichen wenig anfangen. Diese lehnt ihre leibliche Mutter ab und steht zu ihrer Adoptivmutter. Den Schwerpunkt der Handlung bildet die Reue der jungen Frau, die aufgrund gesellschaftlichen Druckes ihr Kind zur Adoption freigegeben hat.
Ferner kann Viebigs Roman Die mit den tausend Kindern, 1927 diesem Themenbereich zugeordnet werden. Er handelt von der geistigen Mutterschaft einer Lehrerin zu ihren Schülerinnen in einem Berliner Brennpunkt, die sogar bereit ist, ihr eigenes Lebensglück zu vernachlässigen.
Der Themenkreis von Adoption und Elternschaft bildet in Viebigs Werk eine wichtige Komponente, mit der sie sich immer wieder beschäftigt.

## Zu Einer Mutter Sohn
Im Laufe der Rezeption des Romans werden mehrere Problembereiche diskutiert, die in der Gesellschaft virulent sind:
- Inwiefern die gescheiterte Adoption auf falschen Erziehungsmaximen der Eltern beruht,
- ob die ›erkaufte‹ Adoption bzw. die ›künstliche Elternschaft‹ egoistischen Motiven entspringe und gegenüber der leiblichen Mutter wie dem adoptierten Kind moralisch vertretbar sei,
- ob Kinderlosigkeit von Paaren insbesondere ein Problem der Frau sei, als deren Lebenserfüllung seinerzeit die Familiengründung angesehen wird,
- ob der Roman ein Exempel für die naturalistische Vererbungslehre sein soll.

## Erste Publikations- und Rezeptionswelle
Der Roman erscheint 1905 in Fortsetzungen in den Unterhaltungsblättern ›Über Land und Meer‹ und im ›Vorwärts‹. 1906 startet er als Buchausgabe mit 20 Auflagen. Eine erneute Veröffentlichungswelle setzt 1911 mit der Aufnahme in Viebigs Werkausgabe ›Ausgewählte Werke‹ ein. Diese zieht sich bis zur 40. Auflage einer erweiterten Ausgabe der ›Ausgewählten Werke‹ in 1922. Zudem sind drei Abdrucke in zwei Zeitungen und einer Monatsschrift nachgewiesen. Im Ausland stößt der Roman ebenfalls auf Interesse. Er wird ins Schwedische, Niederländische, Dänische und Englische übersetzt und in Buchform sowie als Fortsetzungsroman veröffentlicht.
Eine breite Diskussion wird ausgelöst durch die problematischen Erziehungsmaximen der Adoptiveltern, die für das Scheitern des Jungen verantwortlich gemacht werden. Als prominentester Vertreter dieser Auffassung ist Otto Hartwich zu nennen. 1911 stellt er eine Reihe von Erziehungsfehlern zusammen, welche »die pädagogische Kritik des Lesers« herausfordere. Hartwich zufolge stellt die Identitätsproblematik des Adoptivsohns das zentrale Problem des Romans dar, weil die Eltern durch ihre Unsicherheit verhindern, dass er seine eigene Identität finden könne. Zudem wollten sich beide Ehepartner das Kind in ihrem Sinne dienstbar machen, wobei sie die Wertvorstellungen des Bürgerlichen, die dem naturverbundenen, Jungen nicht entsprächen, nicht verlassen. Zudem kritisiert Hartwich das nicht einvernehmliche Handeln der Zieheltern. Die Mutter hebe die Anordnungen des Vaters auf und umgekehrt. Auch solle der Junge beruflich in die Fußstapfen des Vaters treten, doch dieses Angebot sei für ihn ungeeignet. So wisse er nicht recht, wo er hingehöre.
Auch in späteren Rezensionen steht die verpatzte Erziehung im Vordergrund sowie die Frage, warum die Eltern »dem Jungen nicht zu rechter Zeit die Wahrheit über seine Herkunft« eröffnen. Noch 1917 lautet der Tenor, Viebig wolle kaum zeigen, dass Adoption ein Fehlgriff sei, sondern damit Erziehungsfehler aufdecken. Interesse erregt weiterhin die Frage, ob eine Adoption vertretbar sei. Immerhin nähme die künstlich herbeigeführte Elternschaft der leiblichen Mutter das Kind weg und reiße es aus seiner wahren Familie. In diesem Sinne sei Adoption eine Sünde wider die Natur, indem ein kinderloses Ehepaar wider die Bande des Blutes ihr Glück erzwingen wollten. Opfer dieser Konstellation sei die leibliche Mutter, die ihr Kind aufgebe.
Viele Adoptivmütter verfolgten zudem unter dem Schein der Kinderliebe einen Frauenegoismus, da sie das Kind instrumentalisieren, um sich als vollwertiges menschliches Wesen zu fühlen. In späteren Betrachtungen werden erneut derartige Probleme aufgegriffen. Käte instrumentalisiere das Kind als Vorzeigeobjekt, um das wichtige Ideal der Mutterschaft herzustellen; ebenso wird sie als eine typische Figur des ›fin de siècle‹ dargestellt, als ›femme fragile‹, die durch ihre übersteigerte Erwartungshaltung das Kind überfordere und sich dadurch als egozentrisch erweise. Aufschlussreich ist hier die Außenperspektive von Paul Schliebens Vater auf das Paar. Für ihn ist bei seinem Sohn nach dessen Militärdienst zu viel »von der kavalleristischen Flottheit […] kleben geblieben« (S. 74), während Käte »zuviel modernes Zeug im Kopf [hat], ohne darum so wenig realen Sinn zu besitzen« (S. 74) Insbesondere die unkontrollierten Gefühlsausbrüche von Käte disqualifizieren sie als Erziehungsperson. Mehrfach ist die Rede von einem »nervösen Zug« (S. 13) in ihrem Wesen. Seit sie das Kind entdeckt hat, zeigt sie eine zwanghafte Haltung, das Kind mitzunehmen:
»– ach, wenn sie das hätte! Das wollte sie haben, musste sie haben!« (S. 36)
Als dieser Traum Wirklichkeit wird, packt sie eine pathologische »Angst, Angst um den errungenen Besitz« (S. 64) und »eine fast abergläubische Furcht, eine Furcht wie vor einem Gespenst, das da umgeht.« (S. 65) Später ist sie besessen von der Vorstellung, man könnte die Herkunft des Jungen offenbaren (vgl. S. 82 und S. 85):
»Sie steigerte sich immer mehr in ihrer Erregung, ihr harter Ton wurde fast schreiend - ›nie werden wir's ihm sagen! Und ich gebe ihn nicht her! Er ist nur mein Kind, nur unser Kind allein!‹« (S. 89)
Psychische Auffälligkeiten nehmen bei Käte eine krankhafte Ausprägung an. Diese problematische Mütterlichkeit führt sie zu einem aus eigener psychischer Not entstehenden narzisstischen Missbrauchs Wolfgangs, der zur dienstbaren Quelle ihrer mütterlichen Bedürfnisse wird.
Weitere Rezensenten sehen eine Mischung aus problematischem Erbgut und Erziehungsfehlern als verantwortlich für das Scheitern der Adoption. Hier ist die Rede davon, dass Viebig zwischen der Darstellung einer stark ›rassenhaften‹ Natur und einem leichtsinnigen Jüngling schwanke. An anderer Stelle wird eingewendet, Eltern könnte das Misslingen der Erziehung auch an einem eigenen Kinde widerfahren. Hierbei wird nicht berücksichtigt, dass die im Roman zu findenden Äußerungen über eine zweifelhafte Abstammung des Jungen durchweg in Figurenrede wiedergegeben sind. Als Beispiel ist die erleb-te Rede Paul Schliebens zu nennen, der sich bei der Abreise aus dem Venn an den aggressiven Gefühlsausbruch der Solheid mit dem Beilwurf erinnert:
„Wer hatte es ihn geheißen, sich mit solchem Volke einzulassen? Solcher Unkultur ist man nicht gewachsen!“ (S. 66) Aus seiner Perspektive heraus lässt Paul den Schmerz der Kindesmutter als Grund für ihr aggressives Verhalten völlig außer Betracht.
Insgesamt steht im Mittelpunkt der ersten Rezeptionswelle die fragwürdige Erziehung des Ehepaares steht.

## Zweite Publikations- und Rezeptionswelle
Die Veröffentlichung von Einer Mutter Sohn nimmt 1934 einen rasanten Anstieg, als sich der Berliner Verlag Franke des Werkes annimmt. Paul Franke, der als Nazi-Parteigänger gilt, führt die Veröffentlichung bis zu einer 147. Auflage fort. Unterlagen, die Aufschluss geben könnten zu Frankes Entscheidung, diesen Roman derart zu protegieren, sind nicht mehr auffindbar. Auch fehlen Dokumente über die Beziehungen zwischen Franke und der Deutschen Verlagsanstalt, die zu jener Zeit noch die Rechte an dem Roman besitzt, aber im Zuge der Gleichschaltung abgewickelt wird. Bei Franke handelt sich offenbar um einen ›angepassten‹ Verlag, dem die Befugnis eingeräumt ist, die Werke der DVA, die seit 1934 von der NSDAP kontrolliert wird, zu publizieren. Das Interesse scheint eindeutig: Ein selektiver Inhalt wird propagiert, da der Adoptivroman als geeignet angesehen wird, die damals gängige rassistische Vererbungslehre zu belegen.
Längere Werkbesprechungen aus dieser Zeit sind nicht auffindbar, doch Würdigungen zu Viebigs 70. und 75. Geburtstag lenken das Leserinteresse in der genannten Intention. Die Autorin habe ›Einer Mutter Sohn‹ verfasst, in welchem sie das Problem des aus seinem Milieu herausgerissenen angenommenen Kindes behandelt, das den Mächten der erblichen Belastung trotz aller Liebe seiner Wahlmutter zu unterliegen bestimmt ist. An anderer Stelle ist die Rede von der Macht der Vererbung bzw. die Autorin packe das zeitgemäße Thema der Vererbung an.
Die Doktoranden der zu jener Zeit entstehenden ersten Dissertationen gehen nicht oder nur kurz auf den Roman ein, wobei sie, etwas vernebelt, die deterministische These nur streifen. Gottfried Scheuffler bewertet 1927 ›Einer Mutter Sohn‹ als Verkörperung von Heimat und Mutterliebe. Er kritisiert die Rassenideologen, indem er konstatiert, nur eine »statisch gerichtete Kritik« könne feststellen, dass Vererbungsgesetze bis zur Geschmacklosigkeit dargestellt seien. Sascha Wingenroth spricht 1936 von einem ›Problemroman‹ mit einem unlösbaren Konflikt von Vererbung und Erziehung im Leben eines Adoptivsohns.
Franke scheint die Inhalte früherer Werkbesprechungen zu ignorieren, welche die Unfähigkeit der Eltern zur Erziehung in den Mittelpunkt der Betrachtung stellen.

## Fazit
Viebigs Roman kann als Paradebeispiel für die Abhängigkeit der Werkinterpretation von gesellschaftlichen und politischen Umständen und dem geltenden Wertehorizont der Rezipienten gelten. Hat der Roman zunächst mäßigen Erfolg, bei dem das Augenmerk hauptsächlich den Problemen kinderloser Ehepaare, der Adoption und der fragwürdigen Erziehungspraxis gilt, so findet er ab 1934 weite Verbreitung und wird als Beleg für die Vererbungslehre vereinnahmt. Die Lektüre zeigt, dass diese Interpretation fragwürdig ist; ja, dass Viebig diese Deutung geradezu absichtlich unterläuft. Es scheint, dass sie sich, insbesondere mit der Zeichnung der Käte Schlieben, über die unfähigen Eltern lustig macht. Sie zeigt Wolfgang als Opfer einer Adoption, in der hauptsächlich aber Egoismus eine Rolle spielt.

## Ausgaben

### Deutsche Ausgaben
- Roman in Fortsetzungen, in: Der Monat, 22. Jg. 1905/06, Stuttgart: DVA, auch in: Über Land und Meer, 48. Jg. 95. Bd. 1905, Nr. 1–Nr. 23 und in: Unterhaltungsblatt des Vorwärts, 23. Jg. Nr. 83 v. 01.05.1905 - Nr. 128 v. 06.07.1906.
- Berlin: Fleischel 1906 (1.-20. Aufl.); die folgenden Zitatangaben im Text aus dieser Auflage.
- Ausgewählte Werke (6 Bde.), Bd. 6, 21.-26. Aufl., Berlin: Fleischel 1911 sowie bis 1922 bis zum 35. Tsd., Berlin: Fleischel.
- Ausgewählte Werke (8 Bde.), Bd. 4, Stuttgart: Deutsche Verlagsanstalt 1922 sowie 35.-40. Auflage im gleichen Jahr.
- Roman in Fortsetzungen, in: Volksblatt – Lippische Zeitung, 4. Jg. Nr. 118 v. 22.05.-Nr. 197 v. 22.08.1923 (2); in: Tagblatt Linz, 12. Jg. Nr. 184 v. 11.08.1927 – Nr. 275 v. 30.11.1927; in: Am häuslichen Herd: Schweizerische illustrierte Monatsschrift, Bd. 35, H. 1 v. 01.10.1931 - H. 21 v. 01.08.1932.

### Übersetzungen
- En moders son (schwed.), übers. v. Signild Wejdling, Stockholm: Hierta 1906.
- Moeder en Zoon (niederl.), o. Übers., in: De Locomotief, 55. Jg. Nr. 170 v. 24.07.1906-Nr. 189 v. 16.08.1906, o. S. [1].
- Moeders Zoon (niederl.), übers. v. Anna van Gogh-Kaulbach, Meppel: Ten Brink 1907.
- Moder og søn (dän.), übers. v. Vibeke Salicath, Kopenhagen: Gyldendal 1907.
- Haar Zoon (niederl.), o. Übers., in: Het Nieuws van den Dag voor Nederlandsch-Indië, 13. Jg., ab Nr. 43 v. 16.02.1908-Nr. 139 v. 15.06.1908, o. D. [1913].
- The son of his mother (engl.), übers. v. R. Raahauge, London: The Bodley Head o. D. [1913].
- The son of his mother (engl.), übers. v. R. Raahauge, New York/USA: Lane 1913.
- De aangenomen Zoon (niederl. ›Der adoptierte Sohn‹), o. Übers., Amsterdam: Smit o.D [1930].